# Erioptera (Mesocyphona) conica
Erioptera (Mesocyphona) conica is een tweevleugelige uit de familie steltmuggen (Limoniidae). De soort komt voor in het Palearctisch gebied.